# Remigiodes
Remigiodes là một chi bướm đêm thuộc họ Noctuidae.